# Jozef Daňo
Jozef Daňo (* 28. Dezember 1968 in Nitra, Tschechoslowakei) ist ein ehemaliger slowakischer Eishockeyspieler und heutiger -trainer, der über viele Jahre für den HC Třinec in der tschechischen Extraliga,  den Dukla Trenčín in der slowakischen Extraliga sowie den EK Zell am See und EV Zeltweg in der österreichischen Nationalliga aktiv war. Zwischen 2009 und 2015 gehörte er in verschiedenen Positionen dem Trainerstab von Dukla Trenčín an. Zu den größten Erfolgen seiner Karriere gehören die Teilnahmen an den Olympischen Winterspielen 1994 und 1998. Sein Sohn Marko ist ebenfalls Eishockeyspieler.

## Karriere
Jozef Daňo begann seine Eishockeykarriere in seiner Heimatstadt beim AC Nitra und debütierte für diesen in der Saison 1990/91 in der höchsten Spielklasse der Tschechoslowakei, der 1. Liga. Nach dem Abstieg des Klubs in die zweitklassige 1. SNHL schaffte das Team 1992 mit dem Meistertitel der 1. SNHL die Rückkehr in die höchste Spielklasse. Nach diesem Erfolg verließ Daňo seinen Heimatverein und wechselte zu Dukla Trenčín.
1994 gewann er mit Dukla Trenčín die Meisterschaft der 1993 gegründeten slowakischen Extraliga. Von 1996 bis 2001 spielte er für den HC Třinec in der tschechischen Extraliga. Dabei erzielte er in 327 Extraliga-Partien 104 Tore und 148 Torvorlagen und wurde 1998 tschechischer Vizemeister. Zu Beginn der Saison 2001/02 stand er bei Ak Bars Kasan in der russischen Superliga unter Vertrag, beendete die Saison jedoch beim HKm Zvolen.
Zwischen 2002 und 2006 spielte er in der österreichischen Nationalliga für den EK Zell am See. In der Saison 2004/05 war er mit 48 Toren bester Torschütze der gesamten Liga und gewann mit den Zeller Eisbären die Meisterschaft der Nationalliga.
Er beendet seine Karriere 2009 nach drei Spielzeiten beim EV Zeltweg aus gesundheitlichen Gründen.

### International
Jozef Daňo vertrat die slowakische Eishockeynationalmannschaft bei den Olympischen Spielen 1994 in Lillehammer, bei denen er zwei Tore beim 3:1-Sieg gegen Kanada erzielte. Er beendete das Turnier mit je drei Toren und drei Torvorlagen und belegte mit dem Nationalteam den sechsten Rang. Bei der C-Weltmeisterschaft 1994 schaffte er mit der slowakischen Auswahl den Aufstieg in die B-Gruppe, ein Jahr später bei der B-Weltmeisterschaft den Aufstieg in die A-Gruppe.
Er nahm auch an den Olympischen Winterspielen 1998 in Nagano sowie an vier A-Weltmeisterschaften teil. Insgesamt absolvierte er für die Nationalmannschaft 117 Länderspiele, in denen er 45 Tore erzielte.

### Als Trainer
Nach seinem Karriereende 2009 wurde Jozef Daňo zunächst Assistenztrainer von František Hossa bei Dukla Trenčín. Zwischen 2011 und 2013 arbeitete er in gleicher Position für Cheftrainer Róbert Kaláber. In der Saison 2014/15 war er Sportmanager bei Dukla. Zwischen 2016 und 2018 gehörte er dem Trainerstab der U20-Mannschaft des HC Oceláři Třinec an. Seit Oktober 2018 ist er Assistenztrainer beim HC Frýdek-Místek.

## Erfolge und Auszeichnungen
- 1992 Meister der 1. SNHL mit dem AC Nitra
- 1994 Slowakischer Meister mit dem HK Dukla Trenčín
- 1995 Slowakischer Vizemeister mit dem HK Dukla Trenčín
- 1996 Slowakischer Vizemeister mit dem HK Dukla Trenčín
- 1998 Tschechischer Vizemeister mit dem HC Třinec
- 2001 Slowakischer Vizemeister mit dem HKm Zvolen
- 2005 Meister der Nationalliga mit dem EK Zell am See

### International
- 1994 Aufstieg in die B-Gruppe bei der C-Weltmeisterschaft
- 1995 Aufstieg in die A-Gruppe bei der B-Weltmeisterschaft

## Karrierestatistik
(Legende zur Spielerstatistik: Sp oder GP = absolvierte Spiele; T oder G = erzielte Tore; V oder A = erzielte Assists; Pkt oder Pts = erzielte Scorerpunkte; SM oder PIM = erhaltene Strafminuten; +/− = Plus/Minus-Bilanz; PP = erzielte Überzahltore; SH = erzielte Unterzahltore; GW = erzielte Siegtore; 1 Play-downs/Relegation; Kursiv: Statistik nicht vollständig)

### International
Vertrat die Slowakei bei:
| - Olympischen Winterspielen 1994 - C-Weltmeisterschaft 1994 - B-Weltmeisterschaft 1995 - A-Weltmeisterschaft 1996 | - A-Weltmeisterschaft 1997 - Olympischen Winterspielen 1998 - A-Weltmeisterschaft 1998 - A-Weltmeisterschaft 1999 |